# Relaciones Austria-Venezuela
Las relaciones Austria-Venezuela se refieren a las relaciones internacionales que existen entre Austria y Venezuela.

## Historia
Austria desconoció los resultados de las elecciones presidenciales de Venezuela de 2018, donde Nicolás Maduro fue declarado como ganador.[cita requerida] En 2019, durante la crisis presidencial de Venezuela, Austria reconoció a Juan Guaidó como presidente de Venezuela.